# Barcelona-Sagrera
Barcelona-Sagrera (Sagrera-TAV) - planowana stacja kolejowa w Barcelonie, w Katalonii, w Hiszpanii. Będzie drugą pod względem znaczenia stacją kolejową w Katalonii (po Barcelona Sants). Stacja ma obsługiwać połączenia międzynarodowe i pociągi dużej prędkości AVE. Pierwsze prace przy budowie stacji rozpoczęły się w I kwartale 2008.